# Microdigital Eletrônica
A Microdigital Eletrônica Ltda. foi uma empresa brasileira de microinformática na década de 1980, com sede em São Paulo.

## Histórico

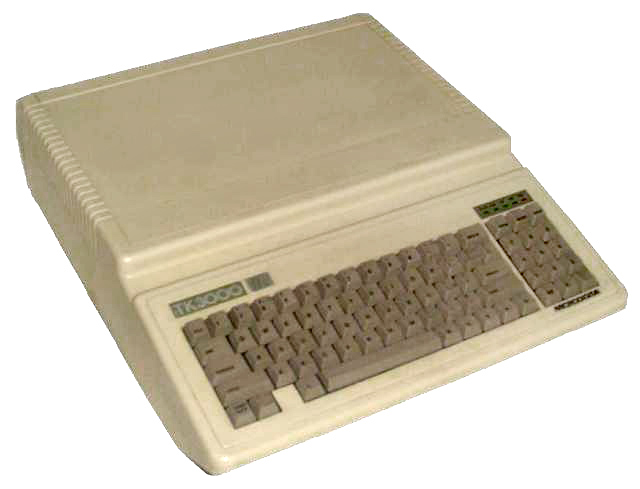
Computador TK3000 IIe de 1986.

Fundada em 1981 pelos irmãos George e Tomas Kovari (de onde veio o TK da linha de computadores domésticos lançada pela empresa), seu primeiro produto foi o TK80, um clone do Sinclair ZX80 inglês.
A empresa atingiu seu ápice por volta de 1985, com o lançamento do TK-90X (clone do ZX Spectrum) e do TK-2000 II, um semi-compatível com o Apple II+. Nesta época, ela contava com cerca de 400 funcionários, três plantas industriais (duas em São Paulo e uma na Zona Franca de Manaus) e mais de 700 revendedores no Brasil.
Em 1983, a Sinclair, fabricante do ZX80 e ZX81 da qual tanto o hardware como o firmware (software básico) armazenado em ROM/EPROM foram copiados pela Microdigital, entrou com uma ação na justiça brasileira por violação de direitos autorais do firmware. Nessa época, anterior à Política Nacional de Informática de 1984, a Justiça brasileira entendeu que um programa gravado em ROM, que não permite que seu conteúdo seja alterável e que se caracteriza de um conversor de código, também poderia ser entendido como componente fixo do hardware e, portanto, não estaria sujeito à proteção do direito do autor, mas ao Código de Propriedade Industrial. A Sinclair perdeu a ação na Justiça brasileira e optou por não mover ação por propriedade industrial.

## Linha de produtos

### Computadores domésticos

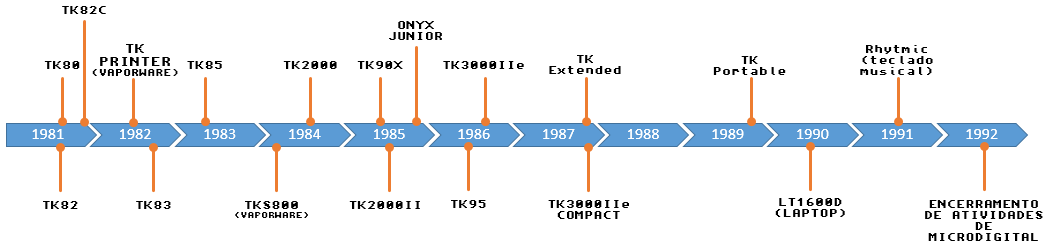
Linha do tempo - Microdigital Ltda

- TK80 (1981)
- TK82 (1981)
- TK82C (1981)
- TK83 (1982)Linha do tempo - Microdigital Ltda
- TK85 (1983)
- TKS800 (1984 - vaporware)
- TK-90X (1985)
- TK 95 (1986)

### Computadores profissionais
- TK 2000 (1984)
- TK-3000 IIe (1986)
- TK-3000 IIe Compact (1987)
- TK EXTended (1987)
- LT 1600 D (?)
- TK Portable (?)

### Periféricos
- TK Printer (vaporware)

### Vídeo-games
- Onyx Jr (1985)

### Software
A Microdigital vendia softwares (quase sempre cópias de programas estrangeiros) através de sua subsidiária MicroSoft.

### Diversos
- Teclado Microdigital Rhythmic 2 Portable Keyboard